# Soyuz MS-09
Soyuz MS-09 es un vuelo espacial de la nave Soyuz, lanzado el 6 de junio de 2018. Transportó a tres miembros de la tripulación de la Expedición 56 hacia la Estación Espacial Internacional. MS-09 es el vuelo número 138 de una nave espacial Soyuz tripulado. El equipo está compuesto por un comandante ruso, un ingeniero de vuelo alemán y una ingeniero de vuelo estadounidense.

## Tripulantes
| Puesto               | Miembros de la tripulación                       | Miembros de la tripulación                       |
| -------------------- | ------------------------------------------------ | ------------------------------------------------ |
| Comandante           | Sergey Prokopyev, RSA Expedición 56 Primer vuelo | Sergey Prokopyev, RSA Expedición 56 Primer vuelo |
| Ingeniero de Vuelo 1 | Alexander Gerst, ESA Expedición 56 Segundo vuelo | Alexander Gerst, ESA Expedición 56 Segundo vuelo |
| Ingeniero de Vuelo 2 | Serena M. Auñón, NASA Expedición 56              | Serena M. Auñón, NASA Expedición 56              |

### Tripulantes de reserva
| Puesto               | Miembros de la tripulación            | Miembros de la tripulación            |
| -------------------- | ------------------------------------- | ------------------------------------- |
| Commandante          | Oleg Kononenko, RSA Primer vuelo      | Oleg Kononenko, RSA Primer vuelo      |
| Ingeniero de Vuelo 1 | David Saint-Jacques, CSA Primer vuelo | David Saint-Jacques, CSA Primer vuelo |
| Ingeniero de Vuelo 2 | Anne McClain, NASA Primer vuelo       | Anne McClain, NASA Primer vuelo       |